# Isonychus
Isonychus är ett släkte av skalbaggar. Isonychus ingår i familjen Melolonthidae.

## Dottertaxa tillIsonychus, i alfabetisk ordning[1]
- Isonychus aenescens
- Isonychus aequatorialis
- Isonychus albicinctus
- Isonychus albofasciatus
- Isonychus albosignatus
- Isonychus alienus
- Isonychus angosturanus
- Isonychus arbusticola
- Isonychus argentinus
- Isonychus arizonensis
- Isonychus bahianus
- Isonychus bimaculatus
- Isonychus bistrigus
- Isonychus bivittatus
- Isonychus boliviensis
- Isonychus braumeisteri
- Isonychus bruchiformis
- Isonychus burmeisteri
- Isonychus callosipygus
- Isonychus castaneus
- Isonychus catharinae
- Isonychus caudiculatus
- Isonychus cervicapra
- Isonychus cervinalis
- Isonychus cervinodes
- Isonychus cervinus
- Isonychus chacoensis
- Isonychus chiriquinus
- Isonychus cinereus
- Isonychus costaricensis
- Isonychus crinitus
- Isonychus denudatus
- Isonychus discolor
- Isonychus egregius
- Isonychus elegans
- Isonychus elongatus
- Isonychus erectepilosus
- Isonychus fasciatipennis
- Isonychus fasciolatus
- Isonychus flaviventris
- Isonychus flavopilosus
- Isonychus fraternus
- Isonychus fraudulentus
- Isonychus fulvescens
- Isonychus fulvipennis
- Isonychus fuscipennis
- Isonychus gracilipes
- Isonychus gracilis
- Isonychus granarius
- Isonychus granuliventris
- Isonychus griseolus
- Isonychus griseopilosus
- Isonychus griseus
- Isonychus guayanensis
- Isonychus hiekei
- Isonychus hirsutus
- Isonychus kulzeri
- Isonychus kuntzeni
- Isonychus laevipygus
- Isonychus leechi
- Isonychus limbatus
- Isonychus lindemannae
- Isonychus lineatus
- Isonychus lineola
- Isonychus lituratus
- Isonychus lojanus
- Isonychus maculatus
- Isonychus maculipennis
- Isonychus marmoratus
- Isonychus marmoreus
- Isonychus microsquamosus
- Isonychus minutus
- Isonychus murinus
- Isonychus mus
- Isonychus mutans
- Isonychus neglectus
- Isonychus nigripes
- Isonychus nitens
- Isonychus nitidus
- Isonychus nubeculus
- Isonychus nubilus
- Isonychus nudipennis
- Isonychus obesulus
- Isonychus oblongoguttatus
- Isonychus oblongomaculatus
- Isonychus obsoletus
- Isonychus ocellatus
- Isonychus ochraceus
- Isonychus ohausi
- Isonychus ornatipennis
- Isonychus ovinus
- Isonychus paganus
- Isonychus paradoxus
- Isonychus parallelus
- Isonychus paranus
- Isonychus parvulus
- Isonychus pauloensis
- Isonychus pavonii
- Isonychus penai
- Isonychus pereirai
- Isonychus peruanus
- Isonychus phlaeopterus
- Isonychus pictus
- Isonychus pilicollis
- Isonychus pilosus
- Isonychus piperitus
- Isonychus podicalis
- Isonychus politus
- Isonychus prasinus
- Isonychus psittacinus
- Isonychus pulchellus
- Isonychus religiosus
- Isonychus rosettae
- Isonychus rugicollis
- Isonychus saltanus
- Isonychus saylori
- Isonychus schneblei
- Isonychus scutellaris
- Isonychus setifer
- Isonychus similis
- Isonychus simplex
- Isonychus simulator
- Isonychus soricinus
- Isonychus squamifer
- Isonychus squamulosus
- Isonychus striatipennis
- Isonychus striolatus
- Isonychus submaculatus
- Isonychus sulcicollis
- Isonychus sulphureus
- Isonychus suturalis
- Isonychus tessellatus
- Isonychus tomentosus
- Isonychus unicolor
- Isonychus unidens
- Isonychus uniformis
- Isonychus ursus
- Isonychus varians
- Isonychus variegatus
- Isonychus variipennis
- Isonychus ventralis
- Isonychus vestitus
- Isonychus vicinus
- Isonychus vittatus
- Isonychus vittiger
- Isonychus vittipennis
- Isonychus zikani